# 蓮花ちゃん
蓮花ちゃん（れんかちゃん）は、奈良県葛城市の公式マスコットキャラクター。

## 概要
奈良県葛城市出身の漫画家木下聡志により作成された女の子のキャラクターで、2009年4月15日に平城遷都1300年祭の公式キャラクター「せんとくん」の恋人候補という設定で発表された。
発表当初から名無しのままで「せんとくんに恋文を渡す」、平成21年の練供養会式にて「せんとくんとデートをする」といった積極的なアピールを行っていたが、葛城市により愛称の一般公募が行われ、国内外から集まった2576件1378種類の案の中から2009年6月14日「蓮花ちゃん」と命名された。
モチーフは奈良県葛城市にある當麻寺（たいまでら）の尼僧であったとされる伝説上の人物「中将姫」で、中将姫伝説のエピソード「一夜にして蓮糸による当麻曼荼羅を織り上げた」「孝謙天皇の前で琴を演奏し褒美を賜われた。」などは、蓮花ちゃんの「蓮」の字や、プロフィールの特技「編み物」「琴」に反映されている。
デート以降はバレンタインデーを除きあまり積極的なアピール活動をしていなかったが、お笑い好きのせんとくんのため、2010年9月13日に市役所職員とともに「蓮花ちゃんのせんとくん」としてM-1グランプリに挑戦。しかし、結果は1回戦敗退となった。
「平城遷都1300年祭」のフィナーレ会場でのせんとくんの音楽好きな様子から、Twitterでの呟きに応じた福岡県太宰府市のキャラクター千梅ちゃんとユニットを結成、12月5日の奈良マラソン会場にて「眠れない夜」と題する歌を披露した。せんとくんが奈良県のマスコットキャラクターに就任すると、2011年1月4日の仕事始めに最初の客として訪問、年始の挨拶と「就職」を祝う手紙を手渡した。
せんとくん以外ではまんとくんとのかかわりも多く、2010年2月12日にはまんとくんにバレンタインデーの贈り物として「お友達」と書いたチョコケーキをプレゼント、お返しに3月11日にはまんとくん、長屋くん、左近くん、たいしくん、ミーマンからホワイトデーの訪問を受け、まんとくんからは「特製まんとくんまんじゅう」を受け取った。6月2日に満2歳の誕生日を迎えたまんとくんを平城宮跡第一次大極殿に訪ね、自身のイラスト入り手作りマントと誕生日ケーキをプレゼントし、6月13日には平城遷都1300年祭のまほろばステージにて前述の手作りマントを着たまんとくんと共演した。
2011年2月3日 日本郵便は、葛城市内4つの郵便局(忍海、新庄、新庄疋田、長尾の各局)におけるの風景印の図案変更に伴い、蓮花ちゃんを追加した。
2013年5月9日 竹之内街道1400年を記念して、同街道入り口の「柿の葉すし本舗たなか葛城店」でアルバイト。

## 着ぐるみ
- きぐるみは1体作成されている。現在は一般貸出も行われており、貸し出し予約は一年前からとなっている。